# Winmax Asia
Winmax Asia (chinesisch 豐勝亞洲有限公司) ist ein Hersteller von Automobilen aus Hongkong.

## Unternehmensgeschichte
Winmax Asia Limited wurde am 26. Juli 2011 gegründet. Nach eigenen Angaben ist es seit 2000 tätig. Eines der Vorgängerunternehmen war Lujo (Weihai) EV R&D aus Weihai, das 2007 gegründet wurde. Im Jahr 2010 erhielt das Modell Lojo BB seine Zulassung. An anderer Stelle wird bestätigt, dass der Markenname seit 2010 Lojo lautet.
Die offensichtlich übergeordnete Lojo EV Group Limited (歐亞生態城國際科創有限公司) wurde erst am 17. Februar 2022 gegründet.
Im Zusammenhang mit Lojo EV wird auch Weihai Htr Power genannt. Der Name taucht unter anderem im Benutzerhandbuch und den Garantiebestimmungen zu den Fahrzeugen E200 und P300 auf.

## Weltherstellercodes
Winmax Asia verwendet die Weltherstellercodes R2F und R2H.
Ein Bericht der US-Bundesbehörde für Straßen- und Fahrzeugsicherheit National Highway Traffic Safety Administration (NHTSA) vom September 2023 erklärt die Entschlüsselung der Fahrgestellnummern des Codes R2F. Demnach gibt es verschiedene Codes für die Marken Denzel, KY, Lojo, Lujo, ML, Solar und Sunpulse, für die Modelle E100 bis E900 und H100 bis H600, für die verschiedenen Arten der Krafträder, für die Motorarten Elektromotor, Ein- und Zweizylindermotor jeweils mit Luft- und Wasserkühlung, für die Motorleistung der Elektromotoren in kW bzw. für den Hubraum und die Motorleistung der Verbrennungsmotoren in hp, für die Modelljahre beginnend mit Modelljahr 2017 sowie für die Produktionsorte Weihai in der Provinz Shandong, Wuxi in der Provinz Jiangsu, Chengdu in der Provinz Sichuan und Yongchuan in Chongqing. In einem vergleichbaren Bericht vom Februar 2018 fehlen die Marke Solar sowie die Produktionsorte Chengdu und Yongchuan.
Es ist unklar, welche Verbindung es zur Marke Denzel gab, die im selben Bericht der NHTSA genannt wird. Denzel Motors (東電能源科技有限公司) wurde am 27. August 2018 gegründet und am 15. Juli 2022 aufgelöst. Der Sitz war ebenfalls in Hongkong, der Schwerpunkt der Unternehmenstätigkeit lag auf Motorrädern.

## Fahrzeuge
Winmax Asia stellt Leichtfahrzeuge der in China verbreiteten LSEV-Klasse her. LSEV steht für Low Speed Electric Vehicle, also langsame Elektroautos.
Anfang 2025 nannte das Unternehmen auf seiner Internetseite die folgenden Modelle:
- P300 mit drei Türen und zwei Sitzen, ähnelt dem Pocco Meimei (2021–2022)
- G300 mit drei Türen und zwei Sitzen, ähnelt dem Dongfeng Fengguang Mini EV (seit 2022)
- W300+
- T300 mit fünf Türen und zwei Sitzen, großer Laderaum, erhältlich als Links- und Rechtslenker
- W300 mit drei Türen und zwei Sitzen, ähnelt dem Wuling Hongguang Mini EV (seit 2020)

E10 und E20 sind kleine Nutzfahrzeuge und K200 ein Motorrad.

## Vertrieb außerhalb Chinas
ARI Motors aus Borna in Sachsen importiert den P300 und verkauft ihn in Deutschland als ARI 902.
Invicta Electric aus Spanien bietet mit dem Invicta Pocco ein Fahrzeug an, das dem P300 entspricht.
ITB Auto aus Mailand bieten einige der Modelle in Italien als Desner an.